# ریو ایشیی
ریو ایشیی (انگلیسی: Ryo Ishii؛ زادهٔ ۲۴ ژوئن ۱۹۹۳) بازیکن فوتبال اهل ژاپن است.